# Susanne Schattenberg
Susanne Schattenberg (* 24. Juni 1969 in Hamburg) ist eine deutsche Historikerin und Direktorin der Forschungsstelle Osteuropa an der Universität Bremen.

## Biografie
Schattenberg studierte 1988 bis 1995 Geschichte, Slawistik und Psychologie an den Universitäten Hamburg, Leningrad und Konstanz. Von 1995 bis 1996 war sie am Haus der Geschichte in Bonn tätig. 1999 wurde sie an der Europa-Universität Viadrina in Frankfurt an der Oder über „Stalins Ingenieure“ promoviert und arbeitete anschließend als wissenschaftliche Hilfskraft an der Universität Erlangen im Rahmen des DFG-Projekts „Beamte und Offiziere. Die Identität russischer Staatsdiener in der ersten Hälfte des 19. Jahrhunderts“, am Zentrum für Zeithistorische Forschung in Potsdam und am Lehrstuhl für Geschichte Osteuropas an der Berliner Humboldt-Universität. 2006 habilitierte sie sich dort mit einer Arbeit zu russischen Beamten im 19. Jahrhundert. 2007/2008 übernahm sie eine Vertretungsprofessur für osteuropäische Geschichte an der Universität Jena und der Universität Freiburg. Seit 2008 ist Susanne Schattenberg Direktorin der Forschungsstelle Osteuropa und Professorin für Zeitgeschichte und Kultur Osteuropas an der Universität Bremen.

## Mitgliedschaften, Fachbeiräte
- Associate Editor bei Kritika: Explorations in Russian and Eurasian History
- Mitherausgeberin von Dokupedia
- Mitglied im ProFiL-Netzwerk – Professionalisierung für Frauen in Forschung und Lehre
- 2003–2008 Mitglied der Osteuropa-Redaktion von H-Soz-u-Kult
- Mitglied des Programmbeirats für die Tagungen der Deutschen Polenforschung

## Publikationen

### Monografien
- Geschichte der Sowjetunion. Von der Oktoberrevolution bis zum Untergang, C.H. Beck, München 2022, ISBN 978-3-406-78518-4.
- Leonid Breschnew. Staatsmann und Schauspieler im Schatten Stalins. Eine Biographie, Böhlau, Köln 2017, ISBN 978-3-412-50209-6.
- Die korrupte Provinz? Russische Beamte im 19. Jahrhundert (= Historische Studien), Campus-Verlag, Frankfurt am Main 2008.
- Stalins Ingenieure. Lebenswelten zwischen Technik und Terror in den 1930er Jahren (= Ordnungssysteme. Studien zur Ideengeschichte der Neuzeit. Bd. 11), Oldenbourg, München 2002.

### Herausgeberschaften
- mit Iris Schröder und Jan-Holger Kirsch: Zeithistorische Forschungen 8 (2011), Heft 3: Internationale Ordnungen und neue Universalismen im 20. Jahrhundert.
- mit Martin Sabrow: Die letzten Generalsekretäre. Kommunistische Herrschaft im Spätsozialismus (= Kommunismus und Gesellschaft. Bd. 8). Ch. Links Verlag, Berlin 2018, ISBN 978-3-96289-028-5 (Sonderauflage für die Landeszentralen für politische Bildung).

### Beiträge in Zeitschriften und Sammelbänden (Auswahl)
- Phänomen Sowjetunion, in: Informationen zur politischen Bildung 2/2014.
- Der Sieg der Bolschewiki, in: Informationen zur politischen Bildung 2/2014.
- Stalinismus, in: Informationen zur politischen Bildung 2/2014.
- Von Chruscev zu Gorbacev – Die Sowjetunion zwischen Reform und Zusammenbruch. In: Neue Politische Literatur (2010) 2, S. 255–284.
- Die Macht des Protokolls und die Ohnmacht der Osmanen. Zum Berliner Kongreß 1878. In: Christian Windler und Hillard von Thiessen (Hrsg.): Außenbeziehungen in akteursbezogener Perspektive, Köln 2010, S. 373–390.
- Die Angst vor Erniedrigung. Die U2-Krise und das Ende der Entspannung. In: Bernd Greiner et al. (Hrsg.): Angst im Kalten Krieg, Hamburg 2009, S. 220–251.
- Die Angst der Supermacht Sowjetunion vor Demütigungen oder: Die U2-Krise und das Ende der Entspannung. In: Politics of Fear in the Cold War. Hrsg.: Hamburger Institut für Sozialforschung, Hamburg 2009.
- Diplomatie der Diktatoren. Eine Kulturgeschichte des Hitler-Stalin-Pakts. In: Osteuropa. Zeitschrift für Gegenwartsfragen des Ostens Nr. 59, 2009, 7/8, S. 7–32.
- Die Ehre der Beamten oder: Warum die Staatsdiener nicht korrupt waren. Patronage in der russischen Provinzverwaltung im 19. Jahrhundert. In: Andreas Fahrmeir, Alexander Nützenadel, Jens Ivo Engels (Hrsg.): Geld – Geschenke – Politik. Korruption im neuzeitlichen Europa (= Beiheft zur Historischen Zeitschrift, Nr. 48), München 2009, S. 203–227.
- Weder Despot noch Bürokrat. Der russische Gouverneur in der Vorreformzeit. In: Jörg Baberowski, David Feest und Christoph Gumb (Hrsg.): Imperiale Herrschaft in der Provinz. Repräsentationen politischer Macht im späten Zarenreich, Frankfurt am Main 2008, S. 81–101.
- The diplomat as an actor on a great stage before the whole people? A cultural history of diplomacy and the peace negotiations of Portsmouth in 1905. In: Markus Mösslang und Torsten Riotte (Hrsg.): The Diplomats' World. A Cultural History of Diplomacy, 1815–1914, Oxford 2008.
- Die Sprache der Diplomatie oder Das Wunder von Portsmouth. Überlegungen zu einer Kulturgeschichte der Außenpolitik. In: Jahrbücher für Geschichte Osteuropas 56 (2008) 1, S. 3–26.
- Gespräch zweier Taubstummer? Die Kultur der chruščevschen Außenpolitik und Adenauers Moskaureise 1955. In: Osteuropa. Zeitschrift für Gegenwartsfragen des Ostens (2007), 7, S. 27–46.
- Korruptes Rußland? Russische Verwaltungskultur im 19. Jahrhundert. In: Themenportal Europäische Geschichte, veröffentlicht im Mai 2007.
- Democracy' or 'Despotism'? How the Secret Speech was Translated into Everyday Life. In: Polly Jones (Hrsg.): Dilemmas of Destalinization. Negotiating Cultural and Social Change in the Khrushchev Era, London 2006, S. 64–79.
- Die Sache mit Chruschtschows Schuh. In: Damals. Das Magazin für Geschichte und Kultur 37 (2005) 10, S. 8–11.
- Kultura korrupcii ili K istorii rossijskich činovnikov; [Die Kultur der Korruption oder Zur Geschichte der russischen Beamten]. In: NZ – Neprikosnovennyj zapas 4 (2005) 42, S. 29–35.
- Stalinismus in den Köpfen. Ingenieure konstruieren ihre Welt. In: Geschichte und Gesellschaft 30 (2004) 1, S. 94–117.